# 包环铁路
包环铁路，即包头市铁路枢纽环线，是一条位于中國内蒙古自治区包头市境内的环形铁路。线路全长约30公里，连接沟通了京包铁路、包兰铁路、包神铁路、包白铁路等铁路干线。全线共有车站8座。1957年8月，京包铁路包头枢纽环线开工建设，当时环线全长29.2公里，自包头东站至昆都仑召站止。1962年12月工程全部完工，交付使用。包环线于2016年11月18日开通试运营环城旅客列车，11月29日正式开通。包环线环城旅客列车使用车辆为中国铁路25G型客车，编组包括4辆减少坐席、增设部分立席的座车和1辆发电车。包环线环城旅客列车目前每天开行4趟，最快运行时间104分钟。乘客在包头、包头东站需要像传统火车站先购票再进站候车，在昆独仑召、新贤城、二道沙河站可以先上车后买票。车内按照公交模式对列车的座位布置进行了调整。

### 引用
1. ↑  .   [2016-12-13]. （原始内容存档于2016-12-20）.
2. ↑  . 包头新闻网. 2016-11-18  [2016-11-18]. （原始内容存档于2016-11-18）.
3. ↑  .   [2021-12-13]. （原始内容存档于2021-12-13）.